# 高田村 (和歌山県)
高田村（たかだむら）は、和歌山県東牟婁郡にあった村。現在の新宮市中心部の西方一帯、熊野川の河口右岸、支流・高田川の流域にあたる。

## 地理
- 山岳：光ヶ峯、烏帽子山、白見山
- 河川：熊野川、高田川、口高田川

## 歴史
- 1889年（明治22年）4月1日 - 町村制の施行により、高田村・相賀村・南檜杖村の区域をもって発足。
- 1956年（昭和31年）9月30日 - 新宮市に編入。同日高田村廃止。